# Sultan-Omar-Ali-Saifuddin-Moschee

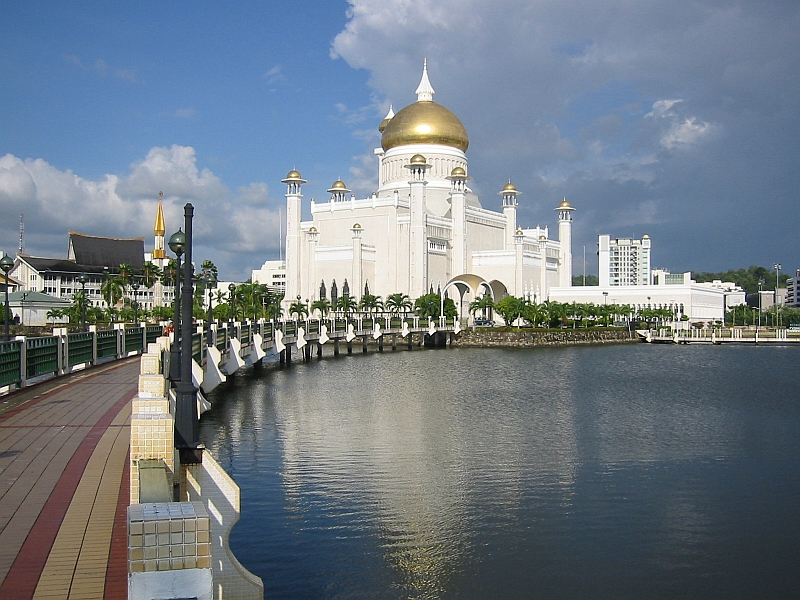
Blick auf die Sultan-Omar-Ali-Saifuddin-Moschee

Die Moschee Sultan Omar Ali Saifuddin ist eine königliche Moschee in der Hauptstadt von Brunei, Bandar Seri Begawan. Sie gilt als eine der schönsten und eindrucksvollsten Moscheen des asiatisch-pazifischen Raumes, ein Wahrzeichen der Stadt und des ganzen Landes und als Touristenattraktion. Die Moschee ist nach dem 28. Sultan von Brunei, Omar Ali Saifuddin III., benannt und wird als höchstes Symbol des islamischen Glaubens in Brunei angesehen. Das Gebäude wurde 1958 fertiggestellt.

## Architektur
Die Architektur der Moschee ist der malaiischen und Mogul-Architektur nachempfunden. Vom italienischen Architekten Rudolfo Nolli geplant, wurde die Moschee auf einer künstlichen Lagune am Rande des Brunei River angelegt, umgeben von der Wasserstadt Kampong Ayer.
Die Moschee besteht aus Marmor-Minaretten und goldenen Kuppeln mit zahlreichen Höfen und Springbrunnen. Umgeben ist sie von Bäumen und Gärten, die im islamischen Glauben den Himmel darstellen. Eine lange Brücke verbindet die Moschee mit dem Lagunendorf Kampong Ayer.
Die zentrale Kuppel der Sultan-Omar-Ali-Saifuddin-Moschee ist komplett mit Blattgold bedeckt. Mit einer Höhe von 52 Metern ist sie von überall in Bandar Seri Begawan zu sehen. Das Hauptminarett, höchster Teil der Moschee, wird dominiert vom Baustil der Renaissance, der in kaum einer anderen Moschee so zu finden ist.